# Cedro de São João
Cedro de São João là một đô thị thuộc bang Sergipe, Brasil. Đô thị này có diện tích 734,6 km², dân số năm 2007 là 5358 người, mật độ 7,29 người/km².